# Amorische dynastie
De Amorische dynastie regeerde over het Byzantijnse Rijk van 820 tot 867
Michaël II Psellos, stichter van de dynastie, liet zijn voorganger Leo V vermoorden voor het hoogaltaar van de Hagia Sophia. Michaël was een generaal afkomstig uit Amorium (Frygië), vandaar de naam van de dynastie. Tijdens zijn regering verloor het rijk nog meer terrein aan het Arabische Rijk, maar kon hij vrede sluiten met het Bulgaarse Rijk.
Zijn zoon en opvolger Theophilos (829-842) had dezelfde militaire problemen als zijn vader. Theophilos was een verbeten iconoclast. Zijn vrouw Theodora II werd regentes voor haar zoon Michaël III. Michaël III bleek een zwak heerser en rond 855 brak er een machtsstrijd uit, hiervan maakten de Bulgaren gebruik om terug het rijk aan te vallen.
Michaël maakte de fout om Basileios de Macedoniër tot zijn gunsteling te maken. Dat leidde eerst tot de val van Bardas, zijn oom en raadgever en uiteindelijk vermoordde Basileios, Michaël en stichtte de Macedonische dynastie.

## Heersers
- Michaël II Psellos (820-829)
- Theophilos (829-842)
- Theodora II (842-856)
- Michaël III (842-867)

Constantijnen · Valentinianen · Theodosianen · Thraciërs · Justinianen · Heracliden · Syriërs · Nikephoriërs . Amoriërs · Macedoniërs · Lekapenen · Macedoniërs · Komnenen · Doukai · Komnenen · Angeloi · Laskariden · Paleologen · Kantakouzenen · Paleologen